# Maserati 250F

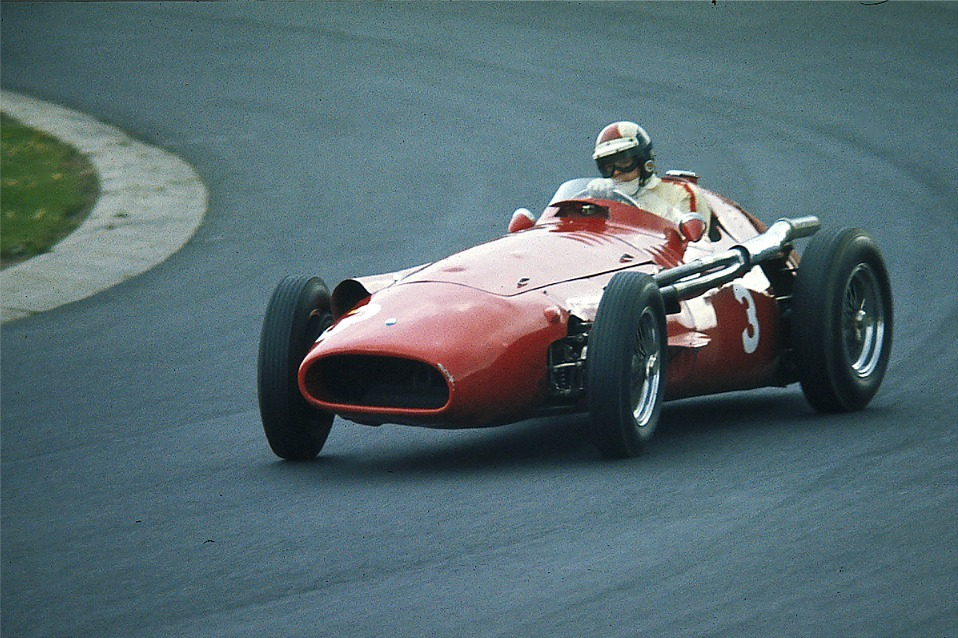
Une 250F au Nürburgring (1977)

La Maserati 250 F est une monoplace de course de Formule 1 de la marque italienne Maserati. La Formule 2 litres expirant à la fin de l'année 1953, le règlement de la Formule de 2 500 cm3, la Formule 1, est lancé pour la saison suivante, à regret pour Maserati qui n'a pas fini le développement de sa prometteuse Maserati A6GCM. La réponse de Maserati à ce nouveau cahier des charges est lancé au début 1954, elle s'appellera d'abord 6C 2500, pour « 6 cylindres » et 2 500 cm3, avant de prendre le nom de 250F.
- Concepteurs : Gioacchino Colombo, Alberto Massimino et Vittorio Bellentani (avant son départ),
- Ingénieur châssis : Valerio Colotti,
- Carrosserie : Medardo Fantuzzi,
- Ingénieur moteur V12 : Giulio Alfieri.

Les difficultés financières naissantes de Maserati ne permettront pas de finaliser cette voiture et celle-ci sera la dernière « bête » de Grand Prix de la marque au Trident. Maserati abandonnera la compétition en Formule 1 en 1958 mais soutiendra encore quelques écuries privées.		

## Introduction

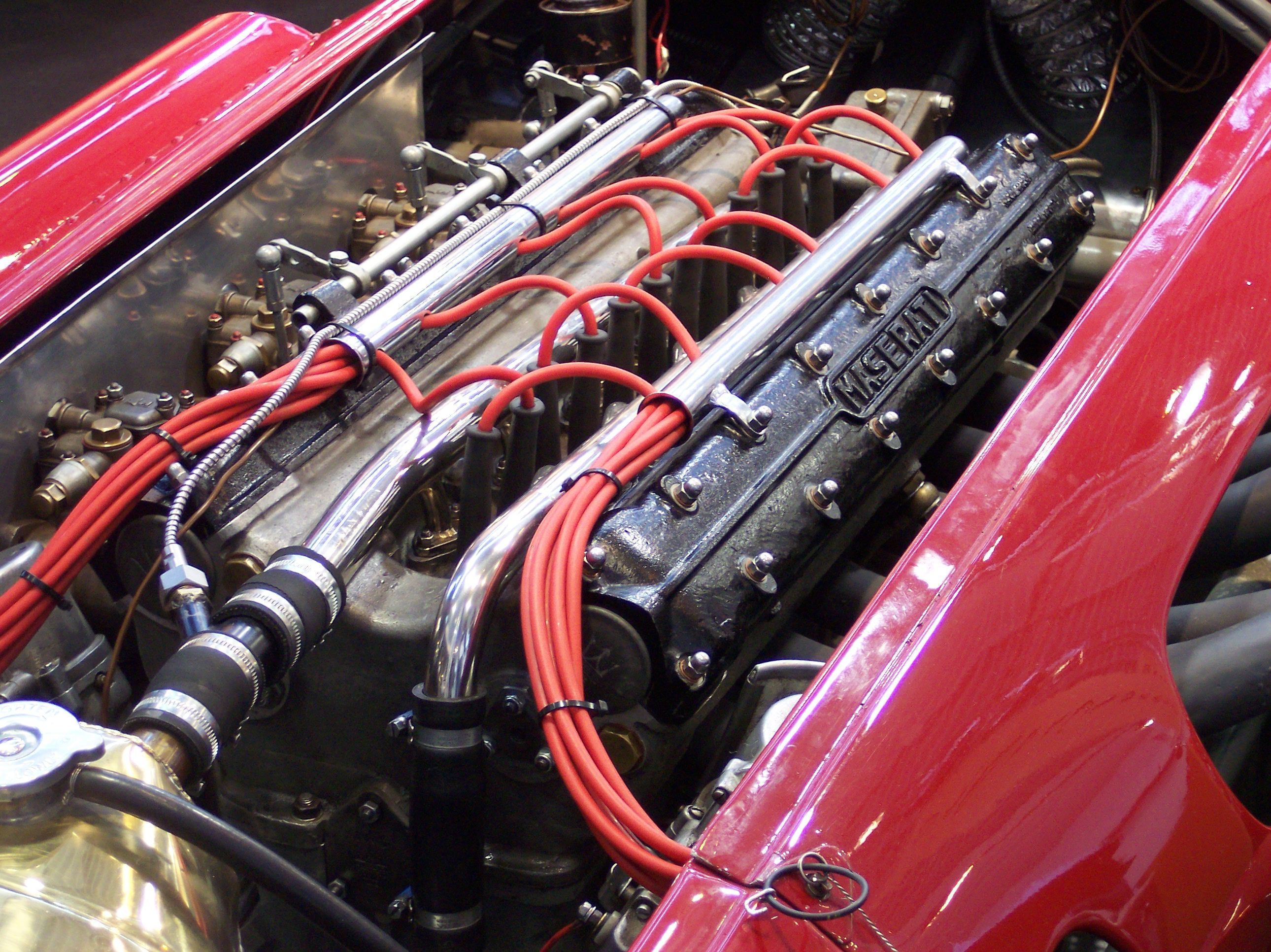
Le moteur de la Maserati 250F

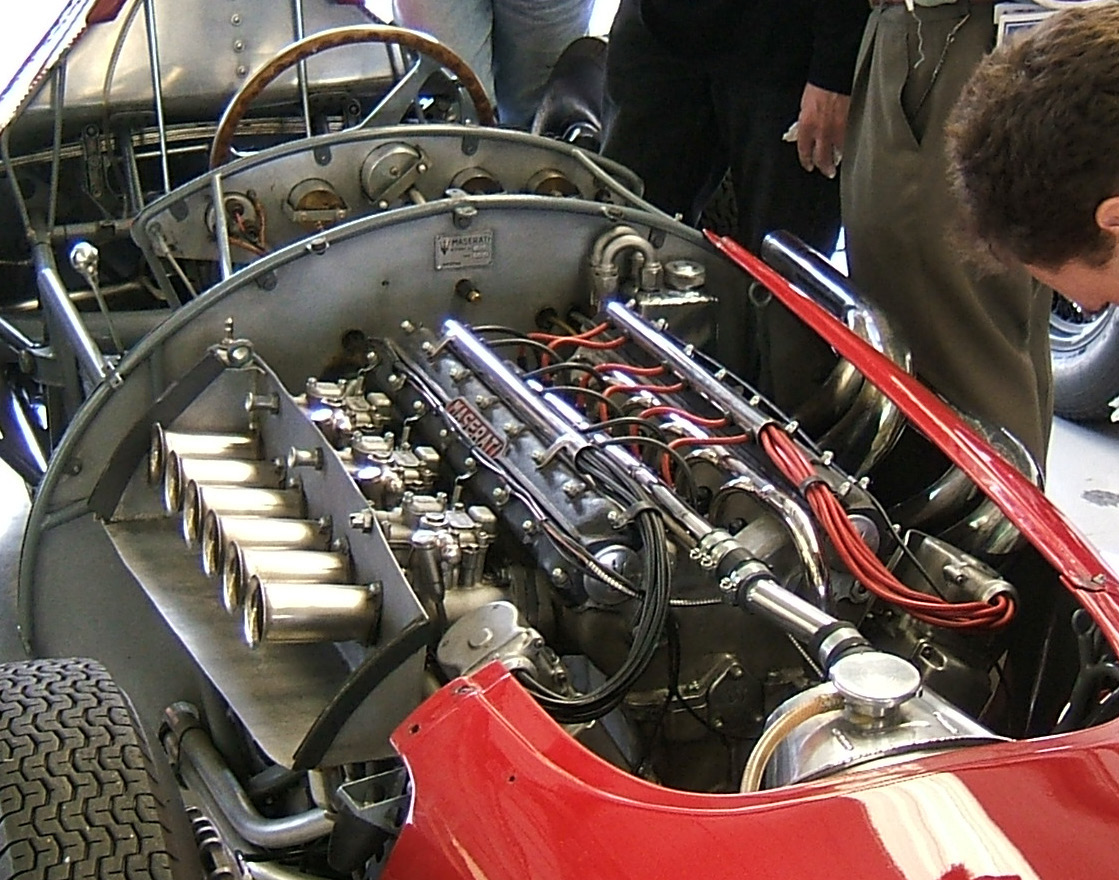
Le moteur de la Maserati 250F

La Maserati 250F (1954-1960) utilise un moteur à 6 cylindres de 2,5 litres, conformément à la réglementation de la Formule 1, d’où le « 250 » et le « F ».
En 1957 apparaît une version avec moteur 12 cylindres en V à 60°, mais celle-ci est rapidement délaissée par Fangio après des essais à Monaco. En championnat, le moteur ne participera qu'au Grand Prix d'Italie de 1957 avec Jean Behra.
Vingt-sept exemplaires sont produits en tout (22 châssis neufs et cinq châssis A6GCM reconfigurés). Cette voiture sera utilisée par l'écurie officielle de 1954 à 1957, et jusqu’en 1960 grâce à des écuries privées. 
La 250F permettra à Maserati de gagner le Championnat du Monde de 1957 grâce à la prestation remarquable de Juan Manuel Fangio.

## Pilotes célèbres

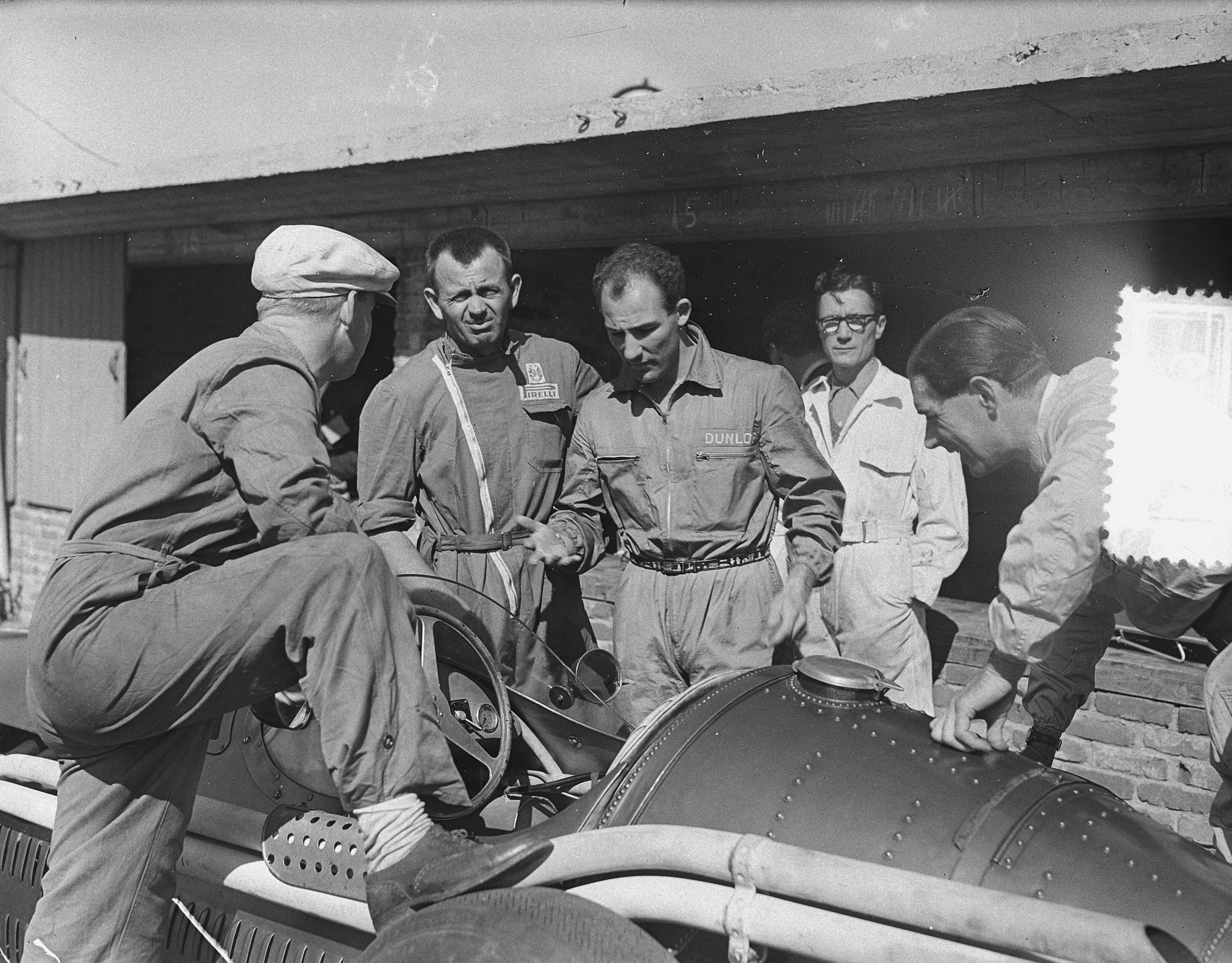
Stirling Moss (au centre), en conversation avec Peter Walker (à l'extrême droite) et le mécanicien Alf Francis (deuxième à gauche) autour d'une Maserati 250F, lors du Grand Prix des Pays-Bas 1955 à Zandvoort.

1954 : Juan Manuel Fangio, Onofre Marimon, Stirling Moss, Prince Bira, Sergio Mantovani, Luigi Villoresi, Ken Wharton, Roy Salvadori, Alberto Ascari, Roberto Mieres, Harry Schell, Louis Rosier.

1955 : Jean Behra, Luigi Musso, Clemar Bucci, Carlos Menditeguy, Cesare Perdisa, Lance Macklin, Johnny Claes, Horace Gould, Peter Walker, Peter Collins, André Simon, John Fitch.

1956 : Mike Hawthorn, Chico Landi, Gerino Gerini, Luigi Piotti, Jose Froilan Gonzalez, Louis Chiron, Francisco Godia-Sales, Piero Taruffi, Bruce Halford, Umberto Maglioli, Jack Brabham, Emmanuel de Graffenried, Jo Bonnier.

1957 : Masten Gregory, Hans Herrmann, Ivor Bueb, Giorgio Scarlatti, Ottorino Volonterio.

1958: Ken Kavanagh, Luigi Taramazzo, Maria Teresa De Filippis, Andre Testut, Maurice Trintignant, Wolfgang Seidel, Phil Hill, Troy Ruttman, Carroll Shelby, Cliff Allison, Giulio Cabianca.

1959: Carel Godin de Beaufort, Fritz d'Orey, Phil Cade.

1960 : Ettore Chimeri, Hugo Portigliatti, Bob Drake, Alan Stacey.,

## Écuries
Officine Alfieri Maserati, Owen Racing Organisation, Scuderia Centro Sud, Gilby, Équipe Moss/Stirling Moss Ltd, Gould's Garage, Écurie Rosier

## Épreuves gagnées en Formule 1 et Formule 2

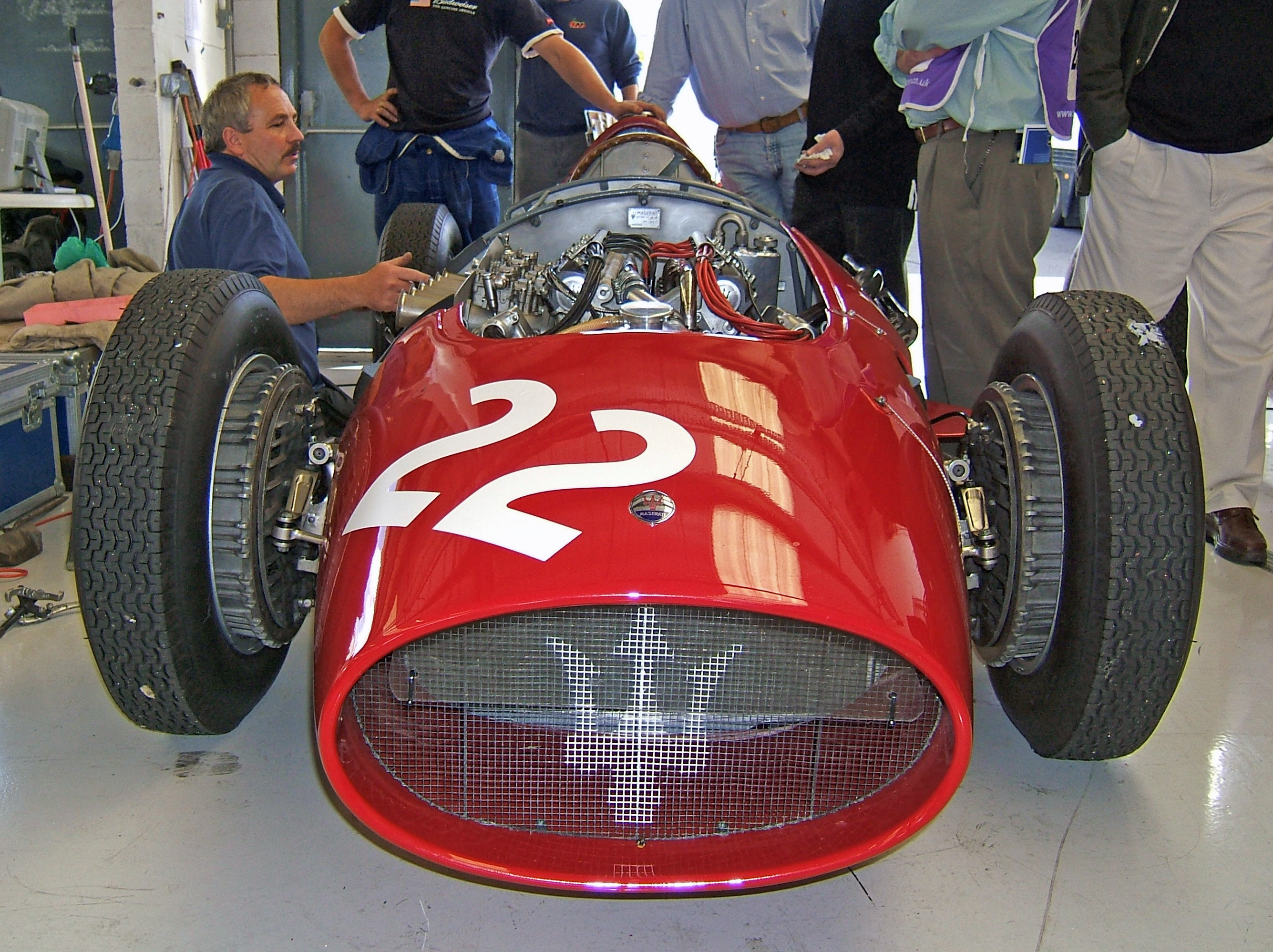
Maserati 250FA lors de la Silverstone Classic de 2007

La voiture participera à 566 épreuves, en terminera 330, amènera 114 fois son pilote sur un podium en le mettant 38 fois sur la plus haute marche.
| Catégorie | Date             | Épreuve                                  | Pilote             | Position | Écurie                         |
| --------- | ---------------- | ---------------------------------------- | ------------------ | -------- | ------------------------------ |
| Formule 1 | 17 janvier 1954  | 2e Gran Premio de la Republica Argentina | Juan Manuel Fangio | 1        | Officine Alfieri Maserati      |
| Formule 1 | 20 juin 1954     | 16e Grand Prix de Belgique               | Juan Manuel Fangio | 1        | Officine Alfieri Maserati      |
| Formule 1 | 20 juin 1954     | 16e Grand Prix de Belgique               | Stirling Moss      | 3        | Stirling Moss Auto Racing Team |
| Formule 1 | 17 juillet 1954  | 7e RAC British Grand Prix                | Onofre Marimón     | 3        | Officine Alfieri Maserati      |
| Formule 1 | 24 octobre 1954  | 12e Gran Premio de España                | Luigi Musso        | 2        | Officine Alfieri Maserati      |
| Formule 1 | 22 mai 1955      | 13e Grand Prix Automobile de Monaco      | Jean Behra         | 3        | Officine Alfieri Maserati      |
| Formule 1 | 22 mai 1955      | 13e Grand Prix Automobile de Monaco      | Cesare Perdisa     | 3        | Officine Alfieri Maserati      |
| Formule 1 | 19 juin 1955     | 5e Grote Prijs van Nederland             | Luigi Musso        | 3        | Officine Alfieri Maserati      |
| Formule 1 | 22 janvier 1956  | 4e Gran Premio de la Republica Argentina | Jean Behra         | 2        | Officine Alfieri Maserati      |
| Formule 1 | 22 janvier 1956  | 4e Gran Premio de la Republica Argentina | Mike Hawthorn      | 3        | Owen Racing Organisation       |
| Formule 1 | 13 mai 1956      | 14e Grand Prix Automobile de Monaco      | Stirling Moss      | 1        | Officine Alfieri Maserati      |
| Formule 1 | 13 mai 1956      | 14e Grand Prix Automobile de Monaco      | Jean Behra         | 3        | Officine Alfieri Maserati      |
| Formule 1 | 3 juin 1956      | 18e Grand Prix de Belgique               | Cesare Perdisa     | 3        | Officine Alfieri Maserati      |
| Formule 1 | 1er juillet 1956 | 17e Grand Prix de l'ACF                  | Jean Behra         | 3        | Officine Alfieri Maserati      |
| Formule 1 | 14 juillet 1956  | 9e RAC British Grand Prix                | Jean Behra         | 3        | Officine Alfieri Maserati      |
| Formule 1 | 5 août 1956      | 18e Grosser Preis von Deutschland        | Stirling Moss      | 2        | Officine Alfieri Maserati      |
| Formule 1 | 5 août 1956      | 18e Grosser Preis von Deutschland        | Jean Behra         | 3        | Officine Alfieri Maserati      |
| Formule 1 | 2 septembre 1956 | 27e Gran Premio d'Italia                 | Stirling Moss      | 1        | Officine Alfieri Maserati      |
| Formule 1 | 13 janvier 1957  | 5e Gran Premio de la Republica Argentina | Juan Manuel Fangio | 1        | Officine Alfieri Maserati      |
| Formule 1 | 13 janvier 1957  | 5e Gran Premio de la Republica Argentina | Jean Behra         | 2        | Officine Alfieri Maserati      |
| Formule 1 | 13 janvier 1957  | 5e Gran Premio de la Republica Argentina | Carlos Menditéguy  | 3        | Officine Alfieri Maserati      |
| Formule 1 | 19 mai 1957      | 15e Grand Prix Automobile de Monaco      | Juan Manuel Fangio | 1        | Officine Alfieri Maserati      |
| Formule 1 | 19 mai 1957      | 15e Grand Prix Automobile de Monaco      | Masten Gregory     | 3        | Scuderia Centro Sud            |
| Formule 1 | 7 juillet 1957   | 18e Grand Prix de l'ACF                  | Juan Manuel Fangio | 1        | Officine Alfieri Maserati      |
| Formule 1 | 4 août 1957      | 19e Grosser Preis von Deutschland        | Juan Manuel Fangio | 1        | Officine Alfieri Maserati      |
| Formule 1 | 18 août 1957     | 25e Circuito di Pescara                  | Juan Manuel Fangio | 2        | Officine Alfieri Maserati      |
| Formule 1 | 18 août 1957     | 25e Circuito di Pescara                  | Harry Schell       | 3        | Officine Alfieri Maserati      |
| Formule 1 | 8 septembre 1957 | 28e Gran Premio d'Italia                 | Juan Manuel Fangio | 2        | Officine Alfieri Maserati      |
| Formule 2 | 3 mai 1958       | 10e Daily Express International Trophy   | Masten Gregory     | 3        | Scuderia Centro Sud            |

## Évolutions de la Maserati 250F
|                        | modèle 1954                                                                | modèle 1955                                                                | modèle 1956                                                                | modèle 1957                                                                | modèle 1958                                                                |
| ---------------------- | -------------------------------------------------------------------------- | -------------------------------------------------------------------------- | -------------------------------------------------------------------------- | -------------------------------------------------------------------------- | -------------------------------------------------------------------------- |
| Nom                    | 250F                                                                       | 250F                                                                       | 250F                                                                       | 250F Tipo 2                                                                | 250F Tipo 2                                                                |
| Ex. construits         | 14 dont 7 A6GCM reconverties                                               | 3                                                                          | 8                                                                          | 5                                                                          | 3                                                                          |
| Moteur                 | -                                                                          | -                                                                          | alliage chemises fonte                                                     | -                                                                          | -                                                                          |
| Nb. de cylindres       | -                                                                          | 6 en ligne                                                                 | -                                                                          | 12 en V (à 60°)                                                            | -                                                                          |
| Cylindrée              | -                                                                          | 2 494 cm3                                                                  | -                                                                          | 2 491 cm3                                                                  | -                                                                          |
| Alésage x Course       | -                                                                          | 84 mm x 75 mm                                                              | -                                                                          | 68,7 mm x 56 mm                                                            | -                                                                          |
| Taux de compression    | -                                                                          | 12:1                                                                       | -                                                                          | 11,3:1                                                                     | -                                                                          |
| Paliers                | -                                                                          | 7                                                                          | -                                                                          | 8                                                                          | -                                                                          |
| Arbres à cames         | -                                                                          | 2 en tête                                                                  | -                                                                          | 2 x 2 en tête                                                              | -                                                                          |
| Soupapes               | 12                                                                         | -                                                                          | -                                                                          | 24                                                                         | -                                                                          |
| Allumage               | -                                                                          | double                                                                     | -                                                                          | double à 2 bob. par cyl.                                                   | -                                                                          |
| Lubrification          | -                                                                          | carter sec avec pompe d'assèchement et pompe de pression                   | carter sec avec pompe d'assèchement et pompe de pression                   | carter sec avec pompe d'assèchement et pompe de pression                   | -                                                                          |
| Alimentation           | 3 x Weber 42                                                               | 3 x Weber 45                                                               | injection                                                                  | 6 x Weber 35                                                               | -                                                                          |
| Refroidissement        | -                                                                          | -                                                                          | eau                                                                        | -                                                                          | -                                                                          |
| Vitesse de rotation    | -                                                                          | 7 200 à 8 000 tr/min                                                       | -                                                                          | 12 000 tr/min                                                              | -                                                                          |
| Puissance max.         | 240 ch                                                                     | 240 ch                                                                     | 270 ch                                                                     | 320 ch                                                                     | -                                                                          |
| Embrayage              | -                                                                          | -                                                                          | multidisque à sec                                                          | -                                                                          | -                                                                          |
| Boîte de vitesses      | Maserati 4 rapports                                                        | Stirnsia à 5 rapports                                                      | Stirnsia à 5 rapports                                                      | Stirnsia à 5 rapports                                                      | Stirnsia à 5 rapports                                                      |
| Boîte de vit. position | -                                                                          | -                                                                          | solidaire du pont AR                                                       | -                                                                          | -                                                                          |
| Suspension avant       | -                                                                          | -                                                                          | ressorts hélicoïdaux                                                       | -                                                                          | -                                                                          |
| Amortisseurs           | -                                                                          | -                                                                          | Houdaille à levier                                                         | -                                                                          | -                                                                          |
| Freins                 | -                                                                          | -                                                                          | à tambours                                                                 | -                                                                          | -                                                                          |
| Transmission           | -                                                                          | -                                                                          | arbre et joints de cardan                                                  | -                                                                          | -                                                                          |
| Suspension arrière     | -                                                                          | ressorts à lame transversaux et essieu De Dion                             | ressorts à lame transversaux et essieu De Dion                             | ressorts à lame transversaux et essieu De Dion                             | -                                                                          |
| Amortisseurs           | -                                                                          | -                                                                          | Houdaille à levier                                                         | -                                                                          | -                                                                          |
| Freins                 | -                                                                          | -                                                                          | à tambours                                                                 | -                                                                          | -                                                                          |
| Commande de freins     | -                                                                          | -                                                                          | hydraulique à deux maître-cylindres                                        | hydraulique à deux maître-cylindres                                        | -                                                                          |
| Voie avant             | -                                                                          | 1 300 mm                                                                   | -                                                                          | 1 310 mm                                                                   | -                                                                          |
| Roues avant            | 4 x 15                                                                     | 4 x 16                                                                     | 4 x 16                                                                     | 4 x 17                                                                     | 4 x 17                                                                     |
| Voie arrière           | -                                                                          | -                                                                          | 1 250 mm                                                                   | -                                                                          | -                                                                          |
| Roues arrière          | -                                                                          | 5,5 x 16 ou 6 x 16                                                         | -                                                                          | 5,5 x 16                                                                   | 6 x 17                                                                     |
| Pneus avant            | 5,25 x 15                                                                  | 5,25 x 16                                                                  | 5,25 x 16                                                                  | 6 x 17                                                                     | 6 x 17                                                                     |
| Pneus arrière          | -                                                                          | 5,5 x 16 ou 7 x 16                                                         | -                                                                          | 7 x 16                                                                     | 7 x 17                                                                     |
| Carrosserie            | monoplace de course en tôle d'aluminium sur treillis acier fixé au châssis | monoplace de course en tôle d'aluminium sur treillis acier fixé au châssis | monoplace de course en tôle d'aluminium sur treillis acier fixé au châssis | monoplace de course en tôle d'aluminium sur treillis acier fixé au châssis | monoplace de course en tôle d'aluminium sur treillis acier fixé au châssis |
| Châssis                | multi tubulaire en treillis                                                | multi tubulaire en treillis                                                | multi tubulaire en treillis                                                | multi tubulaire réticulé                                                   | multi tubulaire réticulé                                                   |
| Empattement            | 2 280 mm                                                                   | 2 280 mm                                                                   | 2 225 mm                                                                   | 2 300 mm                                                                   | 2 300 mm                                                                   |
| Poids                  | 630/670 kg                                                                 | 630/670 kg                                                                 | 550 kg                                                                     | 650 kg                                                                     | 650 kg                                                                     |
| Réservoir              | -                                                                          | -                                                                          | 200/230 litres, placé à l'arrière                                          | 200/230 litres, placé à l'arrière                                          | -                                                                          |
| Vitesse maxi           | 290 km/h                                                                   | 290 km/h                                                                   | 290 km/h                                                                   | 315 km/h                                                                   | 315 km/h                                                                   |